# Роки Хил (Њу Џерзи)
Роки Хил (енгл. Rocky Hill) град је у америчкој савезној држави Њу Џерзи.

## Демографија
По попису из 2010. године број становника је 682, што је 20 (3,0%) становника више него 2000. године.
| Група             | 2000.       | 2010.       |
| Белци             | 608 (91,8%) | 600 (88,0%) |
| Афроамериканци    | 9 (1,4%)    | 10 (1,5%)   |
| Азијати           | 3 (0,5%)    | 16 (2,3%)   |
| Хиспаноамериканци | 26 (3,9%)   | 33 (4,8%)   |
| Укупно            | 662         | 682         |